# Pakistan oriental
1955–1971
Entités précédentes :
- Bengale oriental

Entités suivantes :
- Gouvernement provisoire du Bangladesh

Le Pakistan oriental (bengali : পূর্ব পাকিস্তান, Purbo Pakistan ; ourdou : مشرقی پاکستان, Mashriqī Pākistān) est une ancienne province du Pakistan, entre 1955 et 1971. Celle-ci, initialement appelée Bengale oriental, naît de la division du Bengale en deux lors de la partition des Indes en 1947. Elle est attribuée au Pakistan alors que la partie occidentale devient État de l'Inde, sous le nom de Bengale-Occidental. En 1955, le Bengale oriental prend le nom de « Pakistan oriental » (le « Pakistan occidental » étant l'actuel Pakistan).
En 1971, la guerre de libération du Bangladesh devenue la troisième guerre indo-pakistanaise — consécutive à l'intervention militaire de l'Inde — mène le Pakistan oriental vers l'indépendance ; il devient alors le Bangladesh.

## Gouvernement du Pakistan oriental
Le 14 octobre 1955, le dernier gouverneur du Bengale oriental (Amiruddin Ahmad) devint le premier gouverneur du Pakistan oriental.
| Mandat             | Mandat             | Gouverneur du Pakistan oriental                 |
| Début              | Fin                | Gouverneur du Pakistan oriental                 |
| ------------------ | ------------------ | ----------------------------------------------- |
| 14 octobre 1955    | mars 1956          | Amiruddin Ahmad (en)                            |
| mars 1956          | 13 avril 1958      | Abul Kasem Fazlul Huq                           |
| 13 avril 1958      | 3 mai 1958         | Muhammad Hamid Ali (en)                         |
| 3 mai 1958         | 10 octobre 1958    | Sultanuddin Ahmad (en)                          |
| 10 octobre 1958    | 11 avril 1960      | Zakir Husain (en)                               |
| 11 avril 1960      | 11 mai 1962        | Azam Khan (en)                                  |
| 11 mai 1962        | 25 octobre 1962    | Ghulam Faruque Khan (en)                        |
| 25 octobre 1962    | 23 mars 1969       | Abdul Monem Khan (en)                           |
| 23 mars 1969       | 25 mars 1969       | Mirza Nurul Huda                                |
| 25 mars 1969       | 23 août 1969       | Muzaffaruddin (en)                              |
| 23 août 1969       | 1er septembre 1969 | Sahabzada Yaqub Khan                            |
| 1er septembre 1969 | 7 mars 1971        | Syed Mohammad Ahsan (en)                        |
| 7 mars 1971        | 31 août 1971       | Tikka Khan                                      |
| 31 août 1971       | 14 décembre 1971   | Abdul Motaleb Malik (en)                        |
| 14 décembre 1971   | 16 décembre 1971   | A. A. K. Niazi                                  |
| 16 décembre 1971   | 16 décembre 1971   | Dissolution de la province du Pakistan oriental |

| Mandat           | Mandat           | Premier ministre du Pakistan oriental           | Parti politique                                 |
| Début            | Fin              | Premier ministre du Pakistan oriental           | Parti politique                                 |
| ---------------- | ---------------- | ----------------------------------------------- | ----------------------------------------------- |
| août 1955        | septembre 1956   | Abu Hussain Sarkar                              | Krishan Sramik Party                            |
| septembre 1956   | mars 1958        | Ataur Rahman Khan                               | Ligue Awami                                     |
| mars 1958        | mars 1958        | Abu Hussain Sarkar                              | Krishan Sramik Party                            |
| mars 1958        | 18 juin 1958     | Ataur Rahman Khan                               | Ligue Awami                                     |
| 18 juin 1958     | 22 juin 1958     | Abu Hussain Sarkar                              | Krishan Sramik Party                            |
| 22 juin 1958     | 25 août 1958     |                                                 |                                                 |
| 25 août 1958     | 7 octobre 1958   | Ataur Rahman Khan                               | Ligue Awami                                     |
| 7 octobre 1958   | 7 octobre 1958   | Suppression du mandat                           | Suppression du mandat                           |
| 16 décembre 1971 | 16 décembre 1971 | Dissolution de la province du Pakistan oriental | Dissolution de la province du Pakistan oriental |